# Тунел ефекат
Тунел ефекат или тунеловање је појава у којој атомска честица може да савлада коначну потенцијалну баријеру чак и када је њена енергија нижа од висине (енергије) баријере. Према класичној физици, то би било немогуће, међутим, према законима квантне механике, то је могуће. На пример, алфа-распад се објашњава преко тунел ефекта као продирање алфа честице кроз потенцијалну баријеру нуклеарних сила. Тунел ефекат је нашао техничку примену у сканирајућем тунелском микроскопу.

## Откриће
Тунел ефекат је први експериментално опазио Роберт Вилијамс Вуд 1897. године посматрајући кретање електрона у емисионом пољу али није успео да га протумачи. Истраживачи у области радиоктивног распада још 1899. године изражавали су нејасне сумње о могућности да до распада долази због тунел ефекта што је теоријски описао тек Џорџ Гамов, 1929. године, након претходних открића Радерфорда и сарадника да је алфа честица заправо језгро хелијума. Мада се откриће тунел ефекта приписује Гамову (који га је тако и именовао) први теоријски опис дао је 1926/27 Фридрих Хунд за описивање изомерије код молекула.

## Појава и примене

### Нуклеарна фузија на сунцу
Притисак и температура унутар сунца нису довољни да обезбеде да атомска језгра могу да савладају Кулонову баријеру да би дошло нуклеарне фузије. Међутим, квантна механика дозвољава да се кулонова баријера савлада тунел ефектом, са малом, али коначном вероватноћом

### Биолошка еволуција
Нестабилност генетског кода је, између осталог, узрокована коначном вероватноћом за тунеловање протона у ДНК. Дакле, тунел ефекат је делимично одговоран за настанак спонтаних мутација..

### Алфа-распад
На тунел ефекту почива, између осталог, спонтани радиоактивни алфа-распад, на пример, језгра уранијума. Према класичној физици језгро уранијума не би требало да се распада, јер је енергијска баријера јаке интеракције превисока. Међутим, због тунел ефекта постоји врло мала, али коначна, вероватноћа да се алфа честица нађе с друге стране баријере, дакле, ван домашаја нуклеарних сила. У одсуству нуклеарних сила, кулонова одбојна сила (позитивно језгро одбија позитивну алфа честицу) постаје доминантна те алфа честица огромном брзином напушта околину језгра-родитеља.

## Кратак квантно-механички опис
Према класичној механици, честица у простору може да се нађе само тамо где је њена потенцијална енергија мања од укупне. Ово следи из чињенице да кинетичка енергија честице
{\displaystyle ~{E_{\rm {kin}}}={\frac {p^{2}}{2m}}={E}-{U_{\rm {pot}}}}
не може (по класичној физици) бити негативна, јер би тада импулс био имагинарна величина.
Дакле, ако се два региона простора раздвоје потенцијалном баријером, тако да {\displaystyle ~{U_{\rm {pot}}}>{E}}, пролаз честице кроз баријеру у класичној теорији је немогућ. Што се заиста експериментално опажа за макроскопска тела - нико није прошао кроз затворена врата. У квантној механици, имагинарна вредност импулса означава само да уместо константног таласа таласна функција прелази у експоненцијалну, дакле монотону, зависност од координата. То је очигледно из Шредингерове једначине са сталним потенцијалом (ради једноставности узимамо једнодимензионални случај):
{\displaystyle ~{\frac {{{\rm {d}}^{2}}{\psi }}{{{\rm {d}}{x}}^{2}}}+{\frac {2m}{{\hbar }^{2}}}{\left({E}-{U_{\rm {pot}}}\right)}{\psi }=0}
({\displaystyle ~x~-} координата; {\displaystyle ~E~-} укупна енергија , {\displaystyle ~U_{\rm {pot}}~-} потенцијална енергија, {\displaystyle ~{\hbar ~-}} редукована Планкова константа, {\displaystyle ~m~-} маса частице), чије решење је функција
{\displaystyle ~{\psi }=A\exp {\left(ix{\frac {\sqrt {2m{\left({E}-{U_{\rm {pot}}}\right)}}}{\hbar }}\right)}+B\exp {\left(-ix{\frac {\sqrt {2m{\left({E}-{U_{\rm {pot}}}\right)}}}{\hbar }}\right)}}
Нека се на путу честице нађе баријера потенцијала (висине) {\displaystyle ~U_{0}}, и нека је потенцијал честице пре и после проласка кроз баријеру једнак нули.
За регионе {\displaystyle ~I} (пре пролаза), {\displaystyle ~II} (у пролазу унутар баријере), и {\displaystyle ~III} (након проласка кроз баријеру) (почетак баријере поклапа се са координатним почетком а њена „ширина“ је {\displaystyle ~a}), добијамо својствену функцију
{\displaystyle ~{{\psi }_{I}}={A_{1}}\exp {\left(ikx\right)}+{B_{1}}\exp {\left(-ikx\right)}}
{\displaystyle ~{{\psi }_{II}}={A_{2}}\exp {\left(-{\chi }x\right)}+{B_{2}}\exp {\left({\chi }x\right)}}
{\displaystyle ~{{\psi }_{III}}={A_{3}}\exp {\left(ik(x-a)\right)}+{B_{3}}\exp {\left(-ik(x-a)\right)}}
Пошто члан {\displaystyle ~{B_{3}}\exp {\left(-ik(x-a)\right)}} описује одбијени талас који се креће из бесконачности, а који у посматраном случају не постоји, следи да је {\displaystyle ~{B_{3}}=0}.
Да би описали величину тунел ефекта, уведимо коефицијент пропусности баријере једнак модулу односа густине тока честица које су прошле кроз баријеру и густине тока упадних честица:
{\displaystyle ~D={\frac {{\mathcal {j}}{j_{III}}{\mathcal {j}}}{{\mathcal {j}}{j_{I}}{\mathcal {j}}}}}
За карактеризацију густине тока честица користимо формулу
{\displaystyle ~{j}={\frac {i{\hbar }e}{2m}}{\left({\frac {{\partial }{{\psi }^{*}}}{{\partial }x}}{\psi }-{\frac {{\partial }{\psi }}{{\partial }x}}{{\psi }^{*}}\right)}}
где звездица означава комплексну конјугацију.
Заменом у горе описаној таласној једначини функције добијамо
{\displaystyle ~{D}={\frac {{{\mathcal {j}}{A_{3}}{\mathcal {j}}}^{2}}{{{\mathcal {j}}{A_{1}}{\mathcal {j}}}^{2}}}}
Кристећи граничне услове прво изразимо {\displaystyle ~A_{2}} и {\displaystyle ~B_{2}} преко {\displaystyle ~A_{3}} (с тим што је {\displaystyle ~{\chi }a~{\gg }~1}):
{\displaystyle ~{A_{2}}={\frac {1-in}{2}}{A_{3}}{\exp {\left({\chi }a\right)}}~,~~~~~~{B_{2}}={\frac {1+in}{2}}{A_{3}}{\exp {\left(-{\chi }a\right)}}~{\approx }~0}
{\displaystyle ~n={\frac {k}{\chi }}={\sqrt {\frac {E}{{U_{0}}-E}}}}
а затим {\displaystyle ~A_{1}} преко {\displaystyle ~A_{3}}:
{\displaystyle ~{A_{1}}={\frac {{\left(1-in\right)}{\left(1+{\frac {i}{n}}\right)}}{4}}{\exp {\left({\chi }a\right)}}{A_{3}}}
Уведимо величину
{\displaystyle ~{D_{0}}={\frac {16{n^{2}}}{{\left(1+{n^{2}}\right)}^{2}}}}
Која је реда јединице. Тада:
{\displaystyle ~D~{\cong }~{D_{0}}{\exp {\left(-{\frac {2a{\sqrt {2m{\left({U_{0}}-E\right)}}}}{\hbar }}\right)}}}
За потенцијалну баријеру произвољног облика вршимо замену
{\displaystyle ~{\frac {2a{\sqrt {2m{\left({U_{0}}-E\right)}}}}{\hbar }}~{\Rrightarrow }~{\frac {2}{\hbar }}{\int \limits _{x_{1}}^{x_{2}}{\sqrt {2m{\left({U(x)}-E\right)}}}\,{\rm {d}}x}}
где {\displaystyle ~x_{1}} и {\displaystyle ~x_{2}} следе из услова
{\displaystyle ~{U(x_{1})}={U(x_{2})}=E}
Тада за коефицијент пропусности баријере добијамо
{\displaystyle ~D~{\cong }~{D_{0}}{\exp {\left(-{\frac {2}{\hbar }}{\int \limits _{x_{1}}^{x_{2}}{\sqrt {2m{\left({U(x)}-E\right)}}}\,{\rm {d}}x}\right)}}}
Дакле, и када је потенцијална енергија баријере већа од укупне енергије честице вероватноћа за пролазак честице кроз баријеру је коначна (мада најчешће само малко већа од нуле). Величина вероватноће (изражена преко коефицијента пропусности) зависи од масе честице, дебљине бријере и релативног односа енергија баријере и честице. Пошто се маса честице код коефицијента пропусности јавља у експоненту, вероватноћа за тунел ефекат код масивних честица опада огромном брзином те се ефекат практично јавља само код микроскопских објеката.

## Талас материје у потенцијалу, лом и рефлексија
Таласи материје се углавном разматрају изван деловања спољних сила. Катодне зраци носе електрични набој и, према томе, извргнути су деловању електричних сила. Имајући у виду аналогију таласа и честице, може се генерално закључити како ће се мењати таласна дужина валова материје у спољном електричном потенцијалу.
Деловање електричне силе описује се у таласној теорији електричним потенцијалом V. Потенцијал, поможен електричним набојем честице e∙V, даје потенцијалну енергију U.
Кад се катодни зраци крећу у спољашњем потенцијалу, мења се њихова брзина. Промена брзине мора према де Бројевом односу бити повезана с променом таласне дужине. За честицу је збир кинетичке и потенцијалне енергије константа:
{\displaystyle {\frac {m\cdot v^{2}}{2}}+U=E}
Одатле излази како се импулс честице мења под деловањем:
{\displaystyle m\cdot v={\sqrt {2\cdot m\cdot (E-U)}}}
Према де Бројевом односу таласна дужина таласа материје одређена је импулсом:
{\displaystyle \lambda ={\frac {h}{\sqrt {2\cdot m\cdot (E-U)}}}}
Из ове једначине произлази како се мења таласна дужина таласа материје на различитим местима у простору. Ако се катодни зраци крећу насупрот деловању електричне силе, тада се таласна дужина повећава. Кад се, напротив, катодни зраци крећу у смеру електричне силе, тада се таласна дужина умањује.